# Opsimus
Opsimus is een kevergeslacht uit de familie van de boktorren (Cerambycidae). De wetenschappelijke naam van het geslacht werd voor het eerst geldig gepubliceerd in 1843 door Carl Gustaf Mannerheim.

## Soorten
Opsimus is monotypisch en omvat slechts de volgende soort:
- Opsimus quadrilineatus Mannerheim, 1843